# Henry Trefflich
Herbert Frederick „Henry“ Trefflich (* 9. Januar 1908 in der Tierhandlung Heinrich Fockelmann, Hamburg; † 7. Juli 1978 in Bound Brook, New Jersey) war ein US-amerikanischer Tierhändler deutscher Herkunft.
Sein aus Großhettstedt stammender Vater Heinrich Trefflich (1869–1932) war mit Karoline Jahn nach Hamburg gezogen, wo sie zunächst als Bedienstete auf Passagierschiffen arbeiteten. Heinrich diente dann in der kaiserlichen Marine und arbeitete später bei einer Reederei, wobei er Tiere aus verschiedenen Häfen sammelte und sie zurück nach Deutschland brachte. Er konnte August Fockelmann mit seinen Kenntnissen über Tiere beeindrucken und wurde Manager dessen Tierparks.
Henry begleitete seinen Vater auf Safaris nach Afrika und gelangte möglicherweise auch nach Indien. Als 14-Jähriger heuerte er als Schiffsjunge an, kam nach New York und wohnte bei Verwandten. Er jobbte als Tellerwäscher, kehrte nach Deutschland zurück und reiste danach legal in die USA ein. Ab 1928 ging er zunächst selbst auf Tierfang und wandte sich später dem Handel zu und stand dabei in Verbindung mit Christoph Schulz in Ostafrika. 1940 lebte er in Yonkers bei seiner älteren Schwester Eliza und dem Schwager Fred Ungemach.

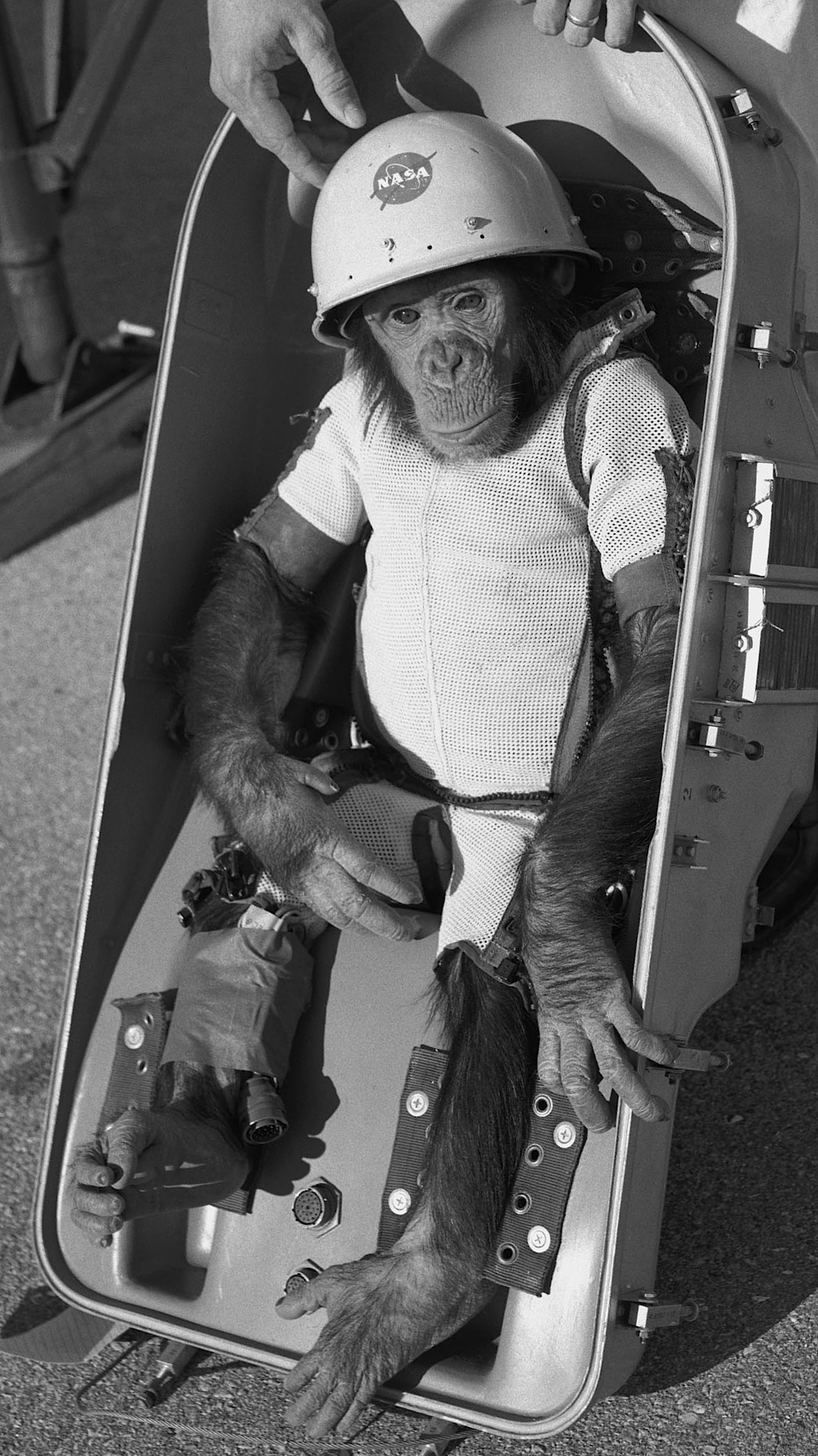
Ham, 1961

Er wurde ein bekannter Tierhändler und war spezialisiert auf Affen, von denen einige durch das Raumfahrtprogramm Mercury der NASA in den Weltraum gelangten. 1950 richtete er auf der Walston Farm bei Accomac (Virginia) ein monkey reconditioning project ein. Um 1953 erzielte er 3/4 seines Umsatzes mit Forschungseinrichtungen. An Parks vermietete er 1000–1500 Affen.
Er machte öfters Schlagzeilen damit, dass ihm ein paar Tiere entwischten. In den 1960er Jahren drängte ihn die Stadt, sein Hauptquartier in 228 Fulton Street für das WTC freizumachen.
Verheiratet war er mit Alberta Esther Stetin Schmidt (1918–2007).

## Veröffentlichungen
- mit  Baynard Kendrick: They Never Talk Back. 1954
- mit Edward Anthony: Jungle for Sale. Hawthorne Books, New York 1967.